# Stapleford (Hertfordshire)
Stapleford is een civil parish in het bestuurlijke gebied East Hertfordshire, in het Engelse graafschap Hertfordshire. In 2001 telde het dorp 577 inwoners.